# Sofía Morales
Sofía Morales Sandoval (Cartagena, 18 de julio de 1917-Madrid, 29 de abril de 2005) fue una artista española especializada en óleos y carteles.Recibió el cargo de académica de honor de la Real Academia de Bellas Artes de Santa María de la Arrixaca de Murcia en el año 2000.

## Biografía
Sofía Morales fue hija del capitán de infantería Antonio Morales Parra y de Sofía de Sandoval. Nació en Cartagena, ya que su padre se encontraba allí destinado. A los cinco años de edad, Morales se traslada junto a su familia a la ciudad de Murcia, de donde era originaria la parte paterna, y empezó sus estudios en el colegio Jesús María.Allí comenzó a asistir a clases de dibujo y pintura y fue introducida en el mundo pictórico por Luis Garay y Ramón Pontones Hidalgo.
A este último, Sofía solía verle mientras creaba en el jardín. Al comprobar su gran interés por la disciplina artística, su madre decidió entregarle su primera caja de pinturas.
Posteriormente, estudiaría en la Escuela de Artes y Oficios (donde era profesor José Planes), además de recibir clases de dibujo en el taller del maestro Joaquín, pintor que creó La Escuela del Malecón y figura menos conocida de la generación de Pedro Flores García, Clemente Cantos y Garay.
En los años treinta ya se relaciona habitualmente con otros artistas incipientes, tales como Vicente Viudes y Eloy Moreno Murviedro.

## Trayectoria

### Primeros trabajos
La primera exposición colectiva en la que participa se realiza en el Círculo de Bellas Artes de Murcia en 1935, en el marco del premio convocado por la Federación de Estudiantes Católicos, y en el cual resulta ganadora en la modalidad de carteles y escultura.
Ya en los años 40 se traslada a Madrid, con una beca del Ayuntamiento de Murcia, para seguir sus estudios artísticos. Empieza a visitar y estudiar a los artistas del Museo del Prado.
Pronto compagina sus estudios artísticos con el periodismo y se convierte en una habitual en revistas, llegando a ser redactora de la revista cinematográfica Primer Plano.

### Etapa segunda
En 1943, participa en una exposición colectiva en la Sala Vilches, junto a distintos artistas jóvenes que destacaban por su modernidad y que habían estado presentes en la exposición Nacional de ese año. Entre ellos se encontraban Fernando Briones Carmona, Pedro Bueno, José Caballero, Francisco Lorente Roldán, Jesús Molina, Ramon Pichot i Soler y Eduardo Vicente.
En 1951 realiza una exposición individual en la sala de arte "Estilo" y, al año siguiente, participa en la I Bienal Hispanoamericana de Arte en Madrid, organizada por el Instituto de Cultura Hispánica.
En 1954 realiza  una exposición en el Contemporary Art Center de Cincinnati en Ohio, Estados Unidos.
En 1955 expone en París y, en diciembre de ese mismo año, se casa en Barcelona con Manuel de Olivar Despujol, que pertenecía a una familia aristocrática de raíces menorquinas y que era maestrante en Granada. De esa unión nacerán tres hijos.
A lo largo de su vida profesional, participó en diversas exposiciones individuales y colectivas en la ciudad de Murcia, como la realizada en la casa particular de la poetisa Dolores Catarineu, en los fondos Chys, en la sala de la calle Trapería, o en Peironcelly.
Además de cultivar el arte pictórico, Morales incursionaría en otros ámbitos de creación. En el literario, la artista compondría comedias como "El talón de cristal", y publicó cuentos, entre los que puede mencionarse "El niño con el corazón de oro" y "El misterio del baúl".Además, ha llevado a cabo trabajos escenográficos (elaboraría decorados y murales para el Teatro Romea), así como encargos de ilustración para la revista "Bazar", el libro "Teatro infantil", editado por la Sección Femenina o el diario El Liberal.
El trabajo artístico de Sofía Morales ha sido expuesto en multitud de museos, tales como el Museo de Bellas Artes de Murcia, el Museo Municipal de Cartagena, el Museo Camón Aznar de Zaragoza, o el Museo de Arte Contemporáneo de Cincinnati, entre otros.
Muere en Madrid el 29 de abril de 2005.

## Producción de la artista
Sofía Morales cultivó una pintura figurativa, apostando por la sencillez, formalizada en trazos amplios y sueltos. Mostró predilección por los bodegones y los temas florales, así como por los paisajes.
Se ha insistido en la ternura y en el sosiego de sus representaciones, así como en su lirismo y cercanía, imprimiendo una mirada propia. En esta línea, se ha llegado a calificar su estilo de "pintura silenciosa".

## Premios y distinciones
Obtuvo la distinción del Lazo de Dama de la Orden de Isabel la Católica, junto a Pilar Narvión y Josefina Carabias, en 1976.
Fue académica de honor de la Real Academia de Bellas Artes de Santa María de la Arrixaca de Murcia en el año 2000.